# Gieorgij Langemak
Gieorgij Erichowicz Langemak (ros. Георгий Эрихович Лангемак, ur. 8 lipca?/20 lipca 1898 w Starobielsku, zm. 11 stycznia 1938 w Moskwie) – radziecki naukowiec i inżynier wojskowy, jeden z pionierów techniki rakietowej w ZSRR.

## Życiorys
Był synem Niemca, pracownika ministerstwa oświaty Ericha Langemaka i Marii. W 1899 jego rodzina przeniosła się do Jelizawetgradu. W 1916 ukończył gimnazjum ze srebrnym medalem, później studiował na Wydziale Filologicznym Uniwersytetu Piotrogrodzkiego, opanował języki francuski, niemiecki i japoński. W 1917 został zmobilizowany do Floty Bałtyckiej, z której zdemobilizowano go po rewolucji październikowej, po czym wrócił do domu, a wkrótce potem wstąpił na Wydział Historyczno-Filologiczny Uniwersytetu Noworosyjskiego. 10 lipca 1919 został powołany do Armii Czerwonej, był dowódcą baterii artylerii w twierdzy kronsztadzkiej, w lutym 1920 został kandydatem do RKP(b), jednak w 1922 wykluczono go z powodu wzięcia ślubu w cerkwi. W latach 1923–1928 studiował w Akademii Wojskowo-Technicznej Armii Czerwonej im. Dzierżyńskiego, później został szefem artylerii Floty Czarnomorskiej, skąd przeniesiono go do pracy w laboratorium gazodynamicznym kierowanym przez Iwana Klejmionowa, gdzie zajmował się opracowywaniem pocisków reaktywnych. W styczniu 1934 został głównym inżynierem Reaktywnego Instytutu Naukowo-Badawczego Ludowego Komisariatu Przemysłu Ciężkiego ZSRR/Ludowego Komisariatu Przemysłu Obronnego ZSRR. W maju 1936 wraz z Klejmionowem otrzymał stopień wojskowego inżyniera 1 rangi, a w marcu 1937 otrzymał nagrodę pieniężną – 10 tysięcy rubli. Latem 1937 został przedstawiony do odznaczenia.
2 listopada 1937 wraz z Iwanem Klejmionowem został aresztowany przez NKWD na skutek donosu pod zarzutem bycia niemieckim szpiegiem. 11 stycznia 1938 Wojskowe Kolegium Sądu Najwyższego ZSRR pod przewodnictwem Wasilija Ulricha skazało go na karę śmierci przez rozstrzelanie wykonaną tego samego dnia. 19 listopada 1955 został pośmiertnie zrehabilitowany, a 21 czerwca 1991 postanowieniem prezydenta Gorbaczowa uhonorowany tytułem Bohatera Pracy Socjalistycznej i Orderem Lenina. W 1967 jego imieniem nazwano krater na Księżycu. W gimnazjum, do którego kiedyś uczęszczał, umieszczono tablicę pamiątkową.